# Балтика
Балтика је марка руског пива које се производи у Санкт Петербургу. Пивара која прави „Балтику“ је друга по величини у Европи, након Хајнекена.

## Производња
Продукција пива почела је 1990. Данас се вари у 18 пивара од којих је 11 у Русији (2 у Санкт Петербургу, по једна у Хабаровску, Тули, Ростову, Самари, Јарослављу, Вороњежу, Чељабинску и Краснојарску). Укупна производња је око 24 милиона хектолитара годишње.

## Тржиште
Балтика се продаје у 38 земаља а најпопуларнија је у државама бившег Совјетског Савеза.

## Врсте пива
Балтика пиво се производи у пуно различитих верзија. Неке од њих су:
- Балтика № 0 «Безалкогольное» (безалкохолно, односно алкохол не премашује 0,5%)
- Балтика № 1 «Лёгкое» (алкохол не премашује 4,4%), замењено на "Балтика Lite"
- Балтика № 2 «Светлое» (светло, алкого не премашује 4,7%)
- Балтика № 3 «Классическое» (алкохол не премашује 4,8%)
- Балтика № 4 «Оригинальное» (алкохол не премашује 5,6%)
- Балтика № 5 «Золотое» (алкохол не премашује 5,3%), раније познат као «Парнас» (алкохол не премашује 5,6%)
- Балтика № 6 «Портер» (алкохол не премашује 7%)
- Балтика № 7 «Экспортное» (алкохол не премашује 5,4%)
- Балтика № 8 «Пшеничное» (алкохол не надмашује 5,0%)
- Балтика № 9 «Крепкое» (алкохол не премашује 8,0%), Крепко је најјаче Балтика пиво
- Балтика  (алкохол не премашује 4,7%)
- Балтика  (алкохол не премашује 4%)